# Portrait of an American Family (gira)
Portrait of an American Family fue una gira de la banda Marilyn Manson presentada de 1994 a 1995 para promocionar su primer álbum de estudio, del mismo nombre y lanzado por la discográfica Interscope Records.

## Banda
- Marilyn Manson: Vocalista
- Daisy Berkowitz: Guitarrista
- Twiggy Ramirez: Bajo
- Madonna Wayne Gacy: Teclado
- Ginger Fish, Sara Lee Lucas: Tambores

## Canciones
1. "Organ Grinder"
2. "Cyclops"
3. "Get Your Gunn"
4. "Dope Hat"
5. "Wrapped in Plastic"
6. "White Knuckles"
7. "Sweet Dreams (Are Made of This)"
8. "Snake Eyes and Sissies"
9. "Dogma"
10. "Down in the Park"
11. "My Monkey"
12. "Lunchbox"
13. "Cake and Sodomy"
14. "Misery Machine"

## Gira
Marilyn Manson, representó el escenario de su gira con un sillón y una lámpara, haciendo hincapié en la portada del disco Portrait of an American Family. Durante los conciertos usó cinturones-consoladores causándo cierta polémica y ganando así más publicidad.